# Стрийський парк
Стри́йський парк (Парк Кілінського) — один із найстаріших та найгарніших парків Львова, пам'ятка садово-паркового мистецтва національного значення. Розташований у місцевості Софіївка Галицького району. Вважався найгарнішим парком міжвоєнної Польщі.

## Історія
Околиця в давнину складалася з піщаних надм, крутих ярів та долинок. Облаштування парку розпочато у 1879 році за ініціативи міського радника Станіслава Немчиновського. Стрийський парк був запроєктований відомим майстром садово-паркового мистецтва інженером міських плантацій Арнольдом Рерінгом в 1876–1877 роках на території колишнього, так званого «першого», Стрийського кладовища, закритого у 1823 році. Було висаджено 40 тис. дерев: смереки, клени, явори, екзотичні породи, такі, як червоний дуб, тюльпанне дерево, червонолистий бук, гінкго.
У 1887 році Рада міста Львова розглядала питання спорудження у Львові пам'ятника Яну Кілінському — одному з учасників повстання під проводом Тадеуша Костюшка. Місцем спорудження було призначено новостворений парк, який отримав назву парку Кілінського. Вже у 1888 році розпочалася робота над спорудженням монумента, дорученого відомому українському скульптору Григорію Кузневичу та Юліану Марковському. Для цього з Миколаєва була доставлена кам'яна брила. Пам'ятник було відкрито 18 червня 1895 року, де він стоїть і дотепер. Однак назва «Парк Кілінського» не прижилася, а назва «Стрийський парк» виявилась популярнішою та пройшла випробовування часом.

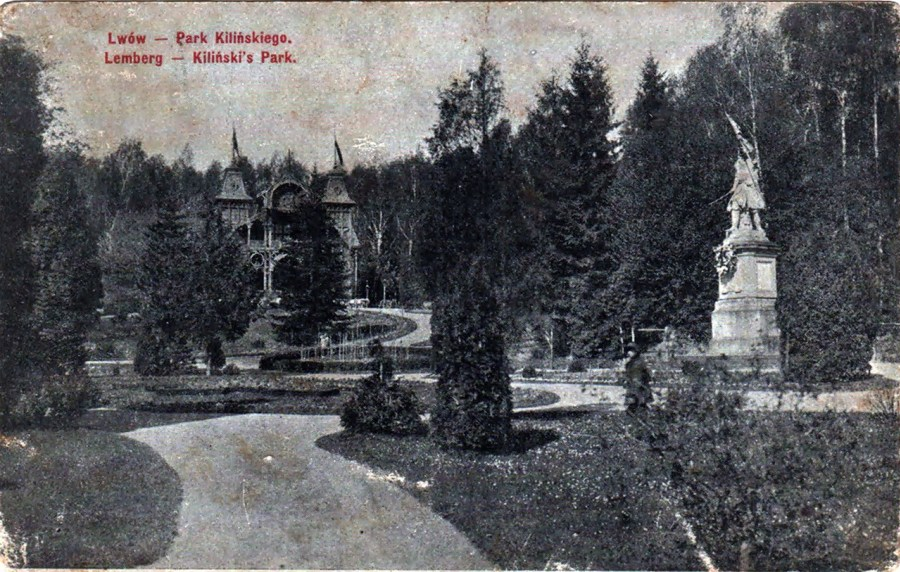
Парк Яна Кілінського у 1910-х роках

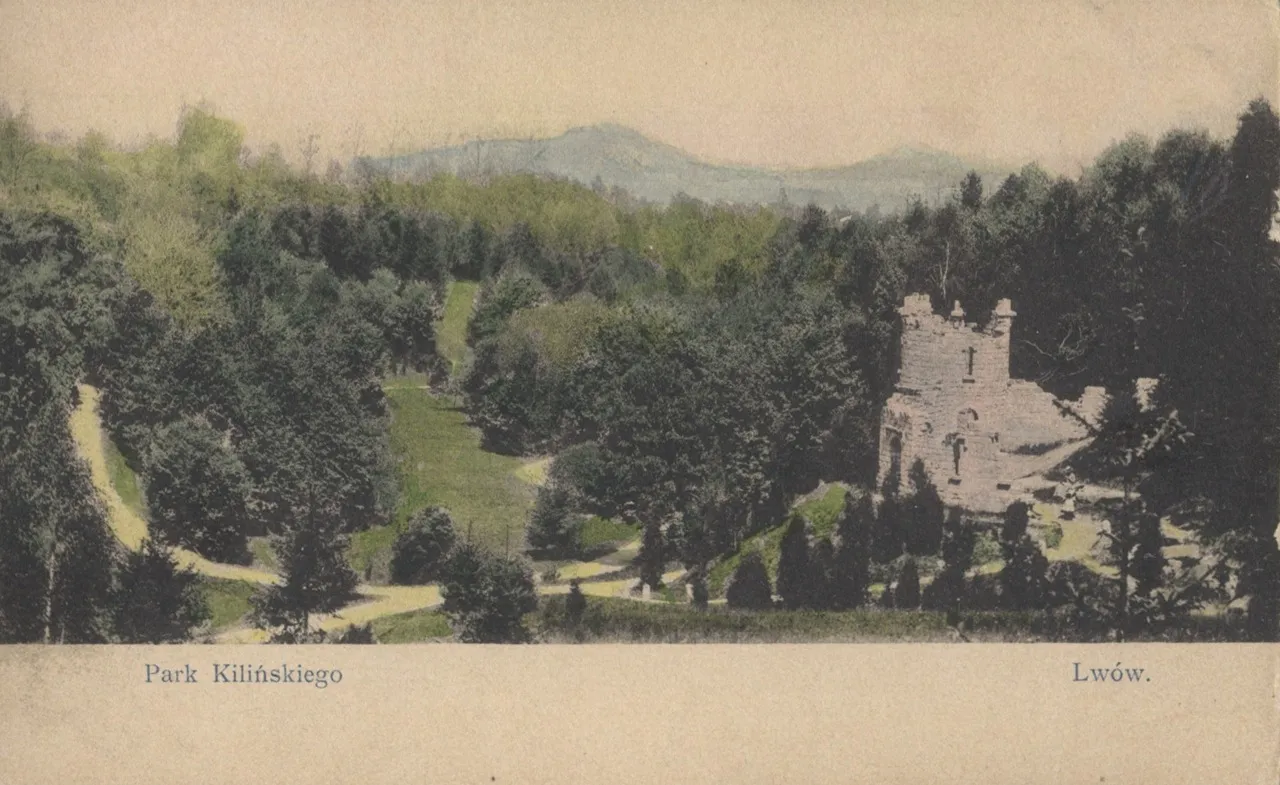
Декоративні руїни (1907 р.)

Спочатку парком була лише його нижня частина. Верхня була пустирем. На ній, у 1894 році була проведена Крайова виставка, для якої були збудовані численні виставкові павільйони. До цієї події у Львові відкрили електричний трамвай, а 1907 року до території було підведено трамвайну колію. 1936 року трамвайну колію було продовжено до вулиці Козельницької, а звідти до Стрийської рогатки. Однак вже у 1940 році ділянку від вулиці Івана Франка до Стрийської рогатки було розібрано, а також закрито трамвайну лінію у Стрийському парку, яку використовували для обслуговування «Східних торгів».
Романтичні руїни — каприз побудований ще у 1894 році. Зводились з решток Стрийського кладовища та матеріалів старого мосту над річкою Сорокою. Цей каприз мав два вигляди — австрійський, був з бійницями у стінах. Згодом під час польського періоду, руїни дещо перебудували — у стіні замість бійниць біфорій зробили аркове вікно, розділене на дві частини колоною. 
Під час першої світової в Стрийському парку загинув австрійський летун, могила була біля Палацу Мистецтв. У листопаді 1918 року тут були могили українських січових стрільців, яких згодом ексгумували та перепоховали на цвинтарі.
З 1922 року до початку другої світової війни в парку працювала виставка-ярмарок «Східні торги», до якої підвели вузькоколійні залізничні шляхи для доставки вантажів і пасажирів від станції Персенківка. Про цю щорічну виставку згадує Станіслав Лем. У 1930-х роках тут побудували вежу для радіопередач.

У 1920-их роках один із путівників Львовом писав: 
|  | На півдні міста лежить Стрийський парк, знаний як найгарніший парк країни. Він користується великою любов'ю жителів Львова. Позаду парку на великому плато розміщений «Східний ярмарок». Величезна торговиця має місце тут щороку, в другий тиждень вересня. Серед цих будинків є Рацлавицька панорама, що містить чудову панораму авторства Яна Стики і Войцеха Коссака, котра зображує битву при Рацлавицях. Сусіднє приміщення містить цікаву діораму «Львів в 18 столітті і сьогодні»Оригінальний текст (англ.) To the south of the city, there is the Stryjski Park, regarded as the most beautiful park in the Republic and a great favorite with citizens of Lwow. Behind the park, situated on an expansive plateau is the area called “Eastern Fairs”. An enormous trade fair takes place here every year, in the second week of September. Amid these buildings there is the Raclawicka Panorama, which accommodates the magnificent panoramic painting by Jan Styk and Wojciech Kossak, depicting the Battle of Raclawice. A neighbouring building is home to the interesting diorama "Lwow in the XVIII century and today |

У 1951 році вузькоколійні шляхи, які використовували для обслуговування «Східних торгів», частково розібрали на ділянці від вулиці Козельницької до станції Персенківка, а частково використали для створення Львівської дитячої залізниці.
У 1952 році головний вхід у парк прикрасили легкою аркою корінфського ордеру за проєктом радянського архітектора Генріха Швецького-Вінецького. У радянський період територію парку збільшили за рахунок пустирів і невживаних ділянок, встановили чавунну огорожу, посадили нові породи дерев і чагарників.
У 2008 році у верхній частині Стрийського парку було відкрито перший в Україні скейт-парк. 2009 року на кошти, виділені урядом Республіки Польща, було реставровано пам'ятник Яну Кілінському. З 2009 року триває реконструкція парку, зокрема, відновлюється зовнішнє освітлення, перемощуються доріжки.
У червні 2011 року завершено реставрацію фонтану «Івасик-Телесик». Для цих потреб із бюджету міста виділено 2,4 млн гривень. Однак уже за місяць чаша фонтану потріскалась. Влітку 2013 відновлено після реконструкції функціонування фонтану. Тепер він музичний та підсвічений.

## Сучасний стан
Парк займає понад 52 гектари. Він розташований у Галицькому районі Львова, між вулицями Івана Франка, Стрийською, Уласа Самчука і Козельницькою. Складається з трьох ландшафтних частин:
- зона нижніх партерів — по дну балки
- лісопаркова зона — на схилах балки
- верхня тераса, яка фактично є територією колишньої виставки «Східні торги».

Основою планування паркової території є глибока ерозійна долина, якою протікав струмок Сорока (ліва притока Полтви); тепер тут пішохідна доріжка, яка зв'язує верхню терасу з нижньою частиною парку.
У Стрийському парку налічується понад 200 видів дерев і рослин, є оранжерея, альпінарій, платанова, липова, каштанова і вільхова алеї. Тут зростають червоний дуб, тюльпанне дерево, магнолія, сосна Веймута, японський бузок, маньчжурська аралія, ґінко дволопатеве, тис ягідний, клен японський, тсуга канадська, бук червоний (форма бука звичайного), катальпа звичайна, коркове дерево амурське і тощо.
Неподалік від головних воріт розташований ставок з лебедями. Посеред ставка у 1966 році встановлена жіноча скульптура «Лілея» (авторство — скульптор Ярослав Мотика). У парку є також спортивні корпуси Львівської політехніки (розташовані в будівлях колишнього Палацу Мистецтв та Рацлавицької панорами), головний корпус Української академії дизайну, кінотеатр «Львів», три ресторани, Львівська торгово-промислова палата, бібліотека № 18.

## Світлини

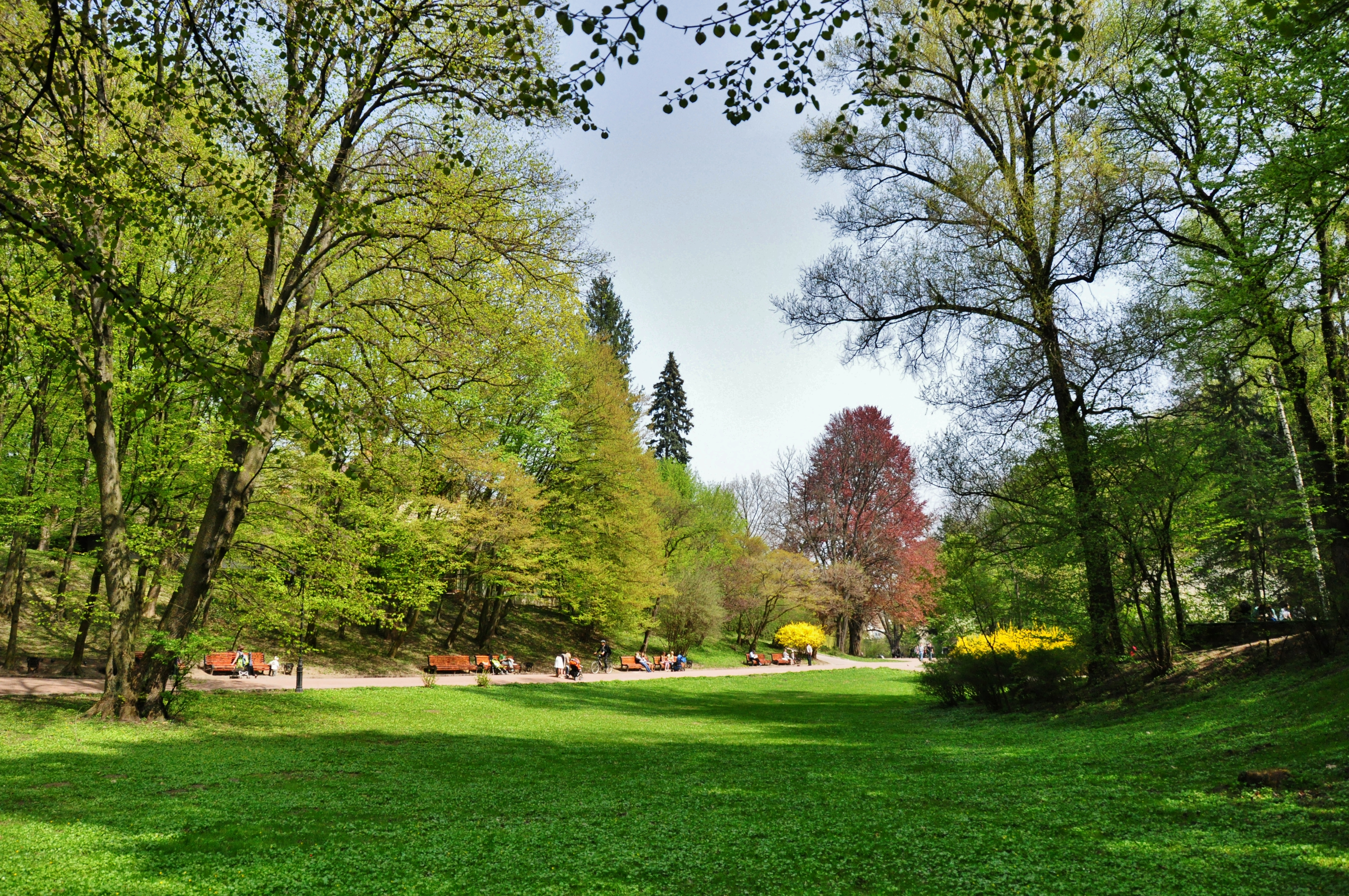
Галявина в нижній частині парку
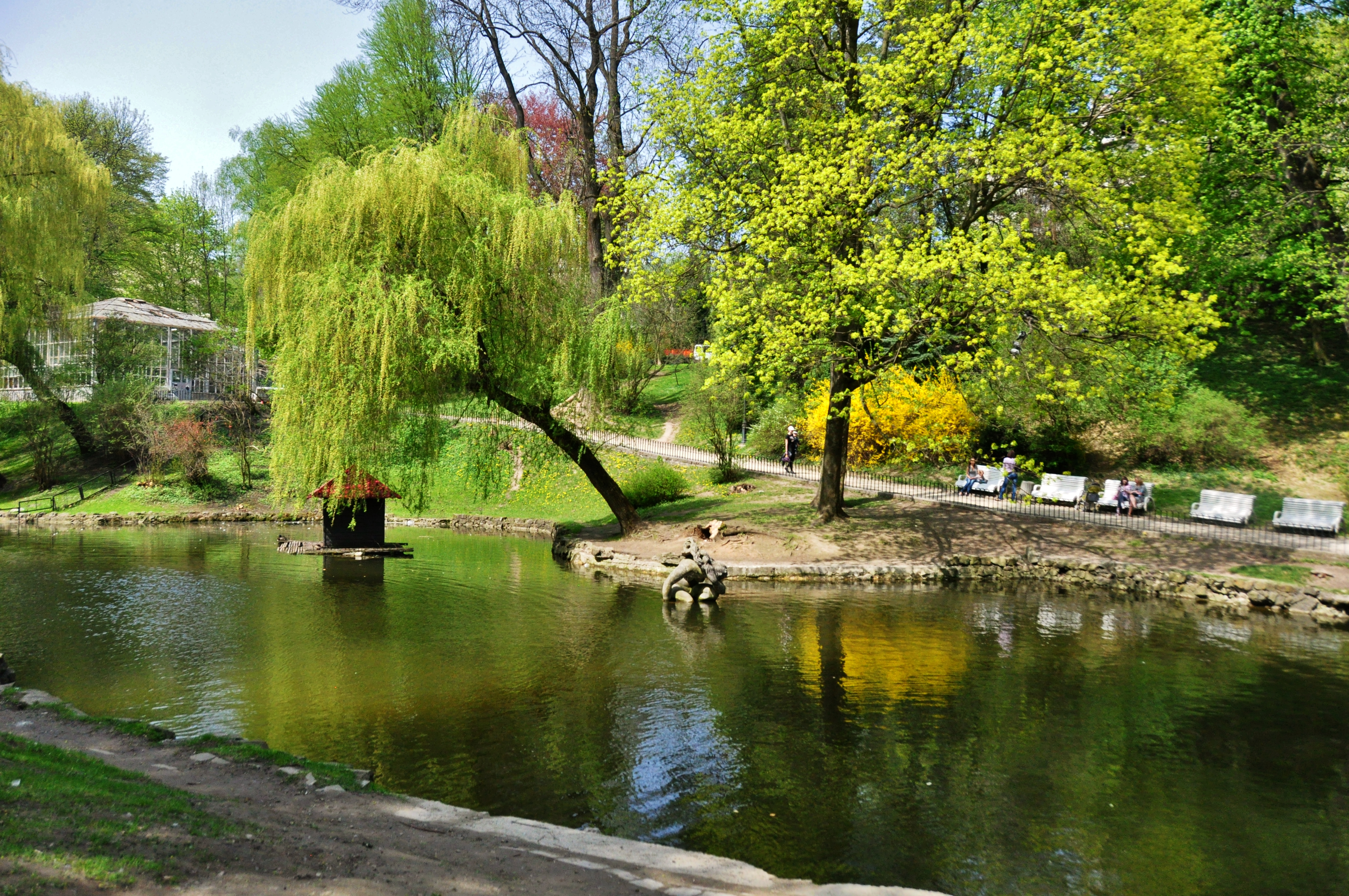
Озеро з хаткою для лебедів та скульптурою
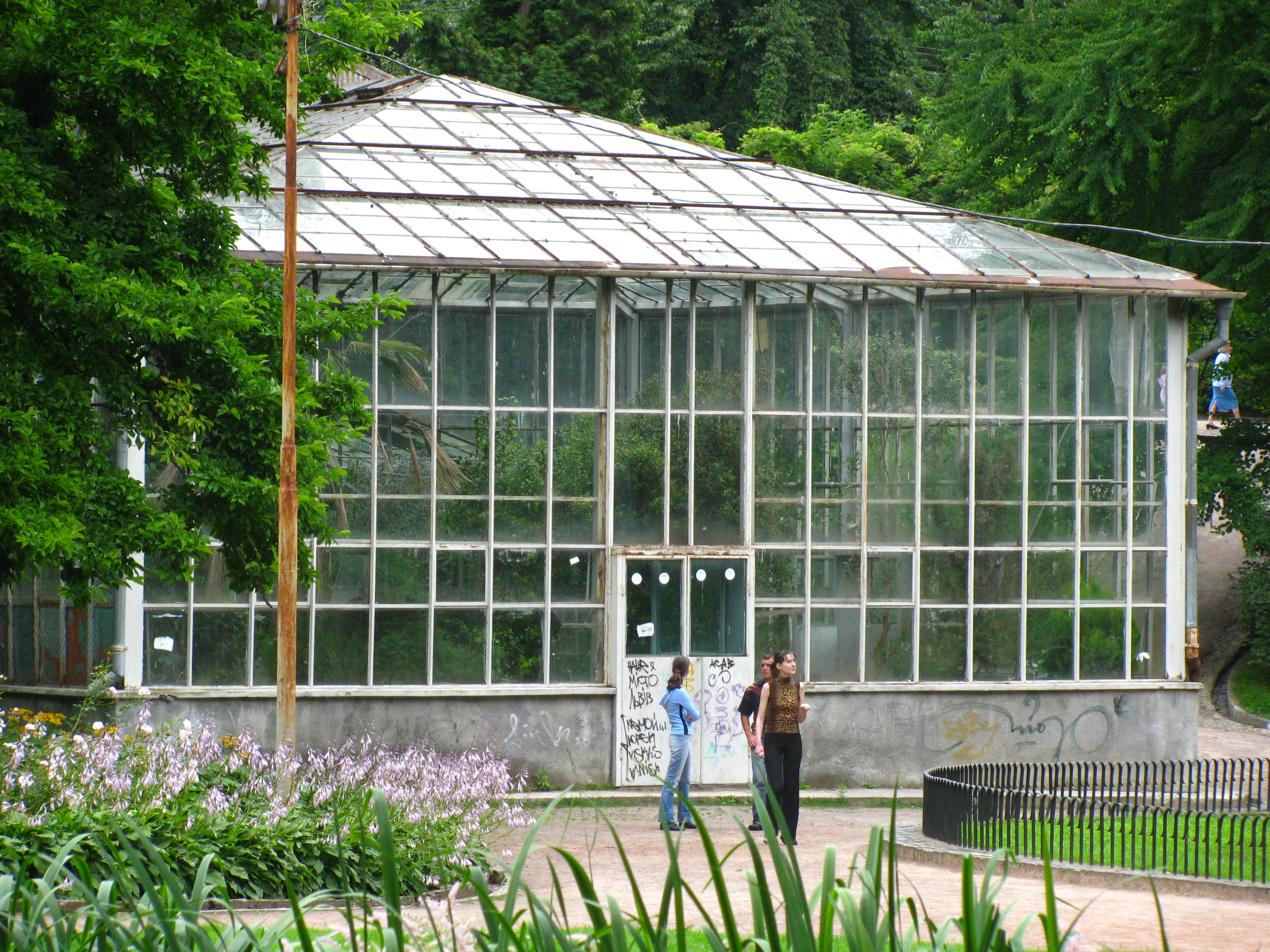
Оранжерея
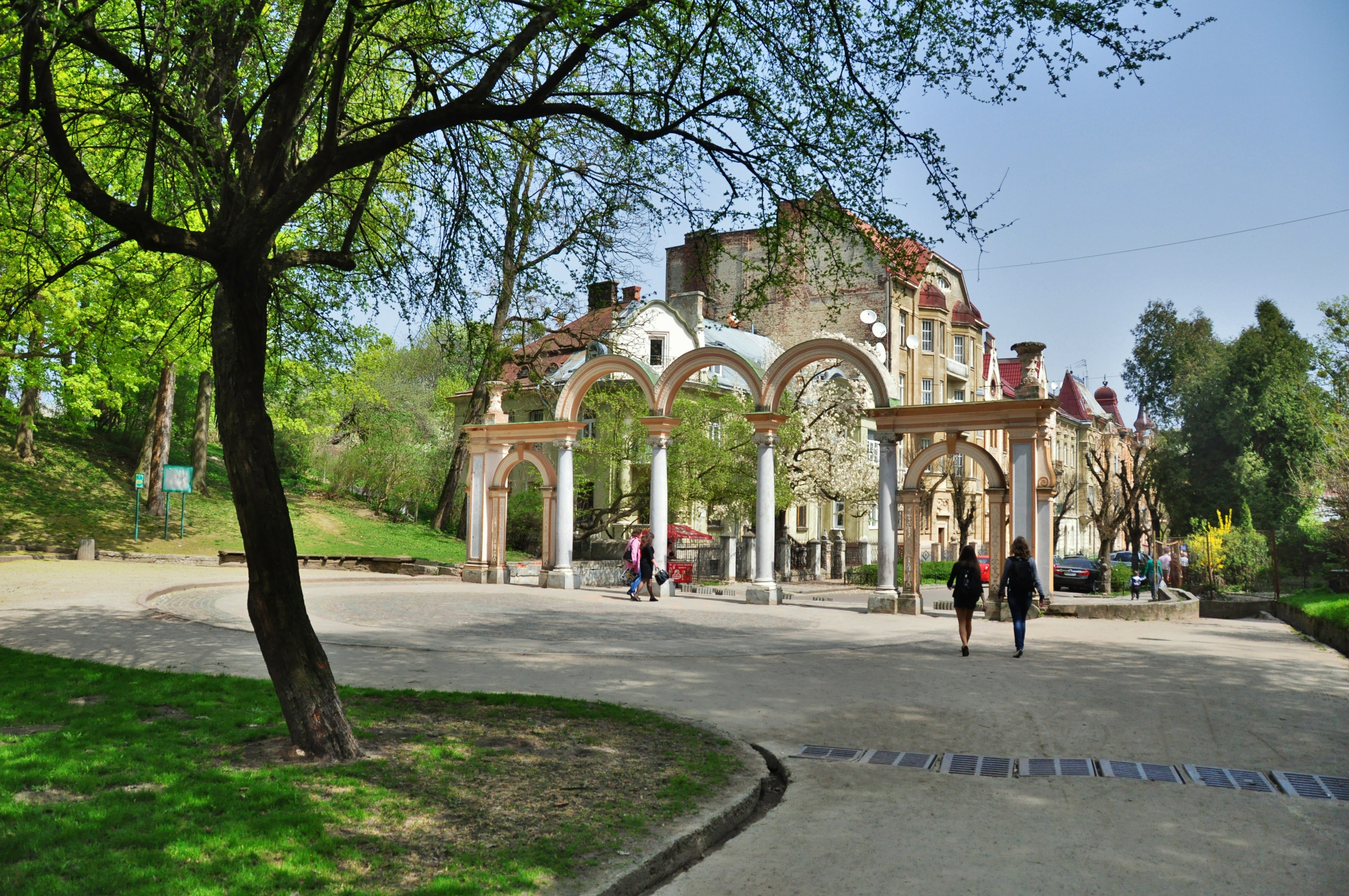
Колонада при вході до парку (арх. Г. Швецький-Вінецький)
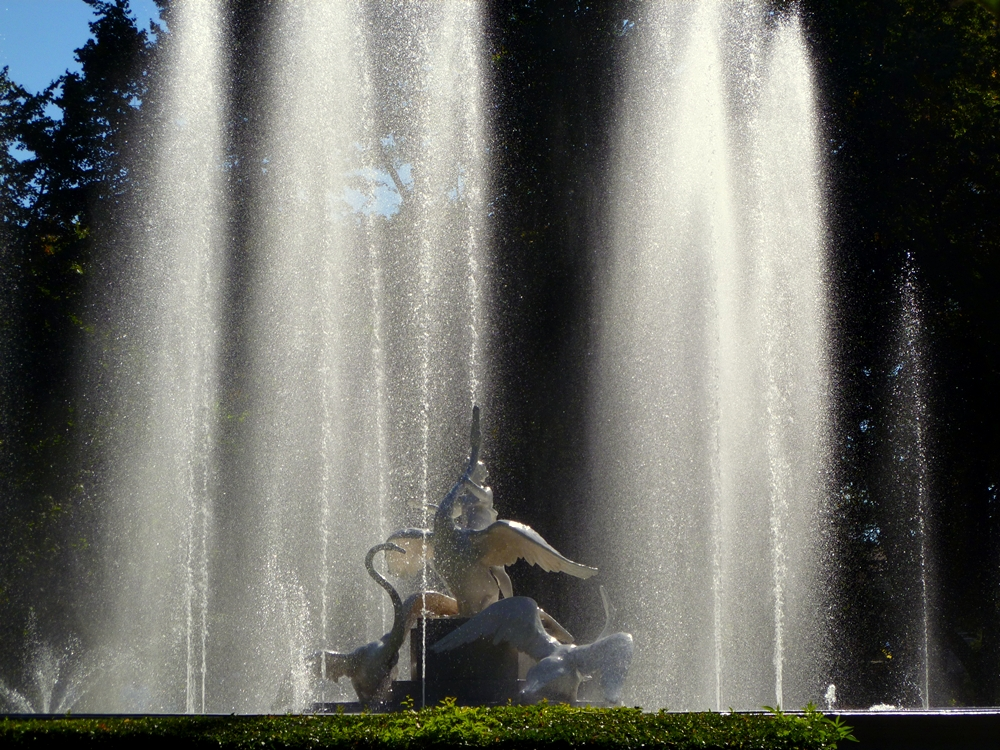
Фонтан "Івасик-Телесик" (2013 р.)
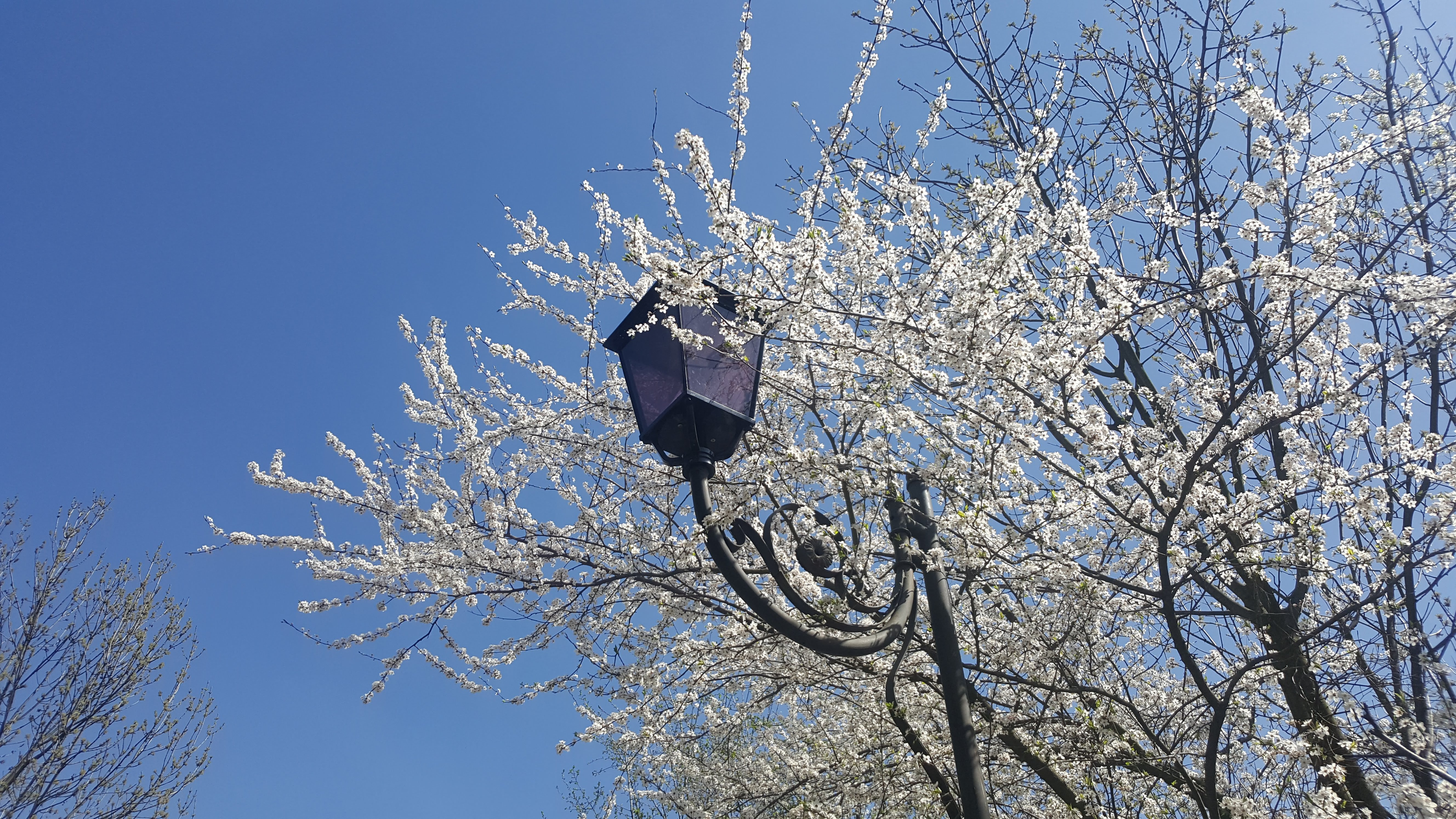
Парк восени
Вихід із парку на вул. Паркову
Станція «Паркова» Львівської дитячої залізниці
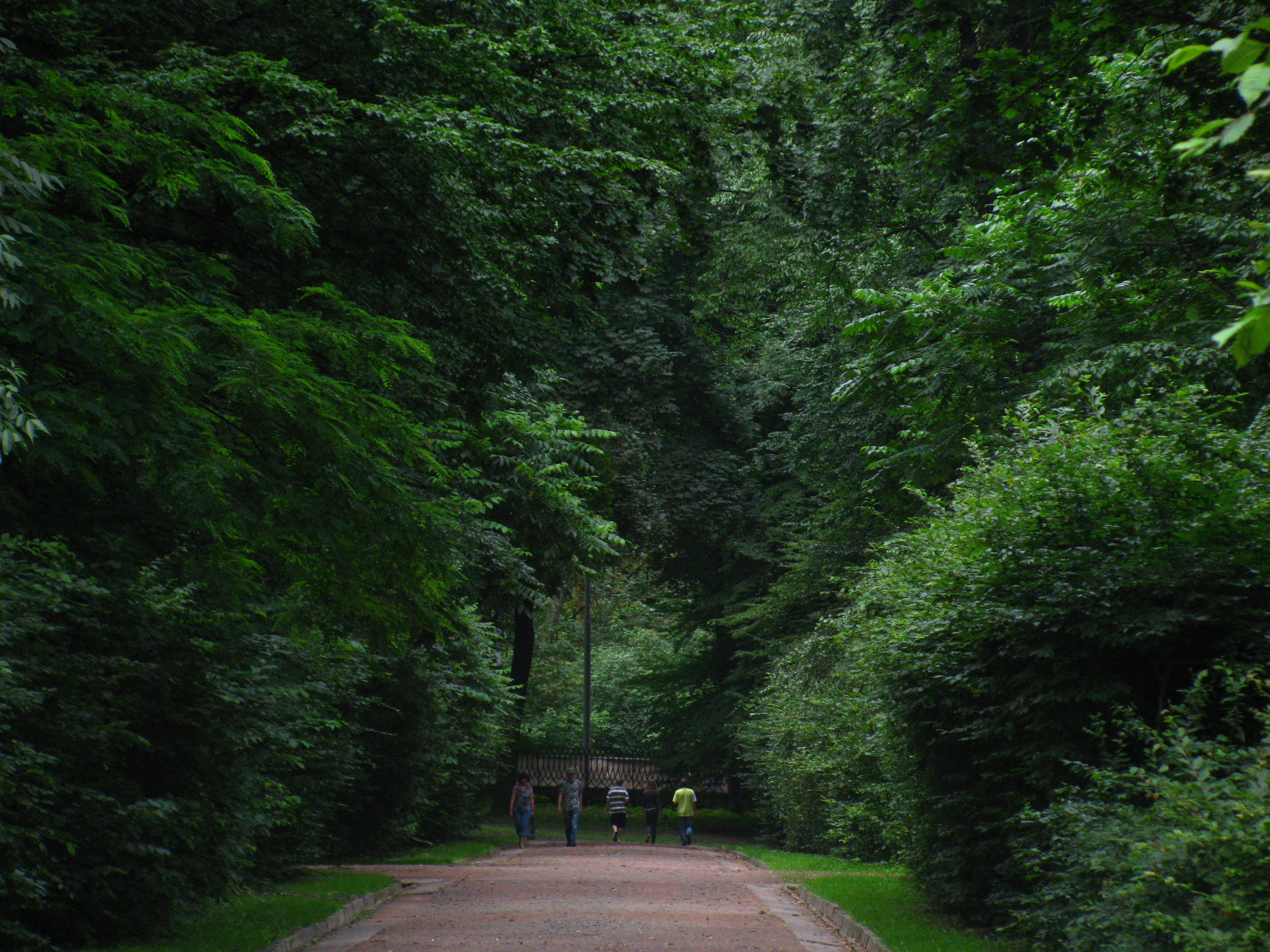
Алея у верхній частині парку
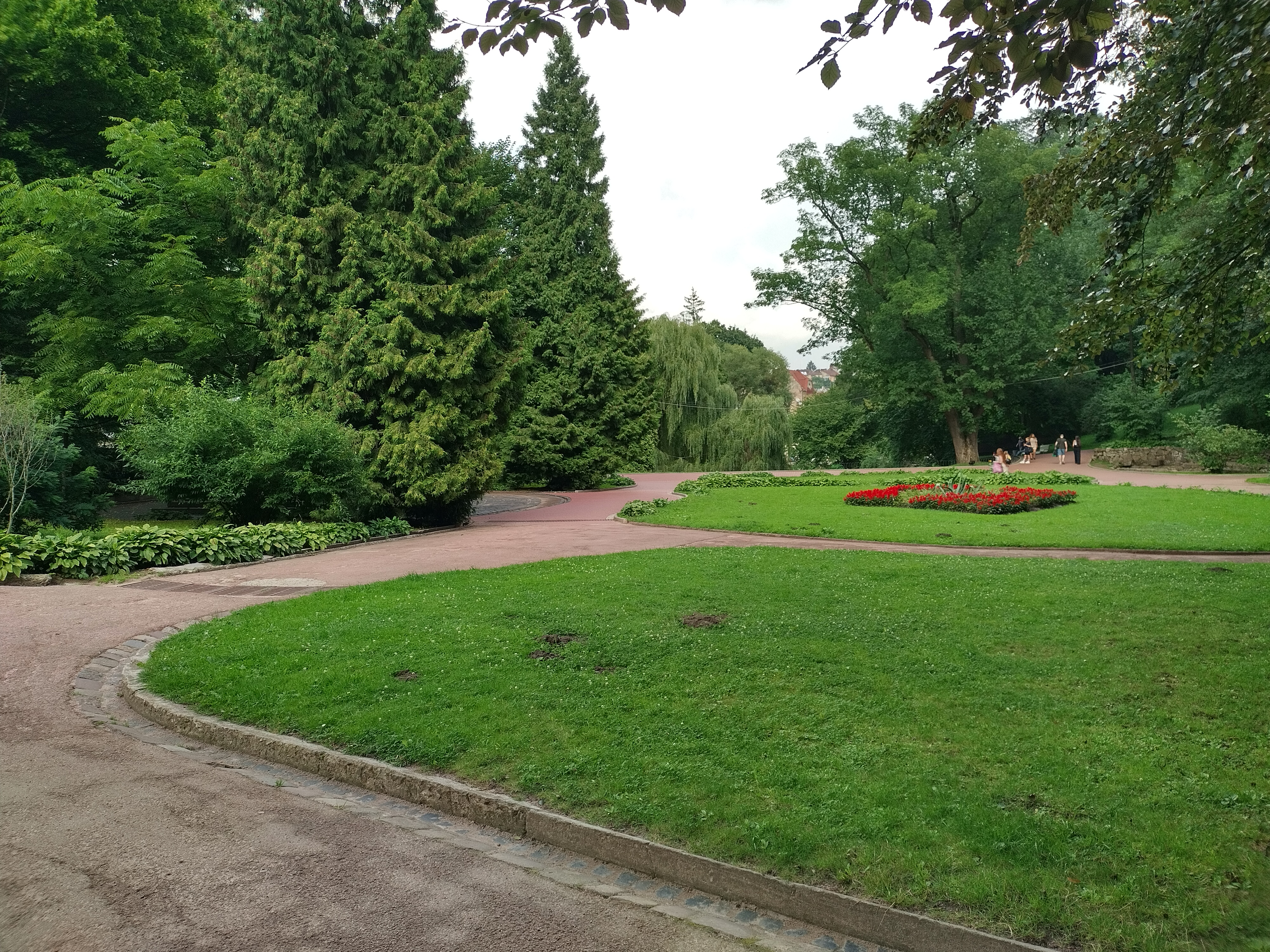
Алея у нижній частині парку
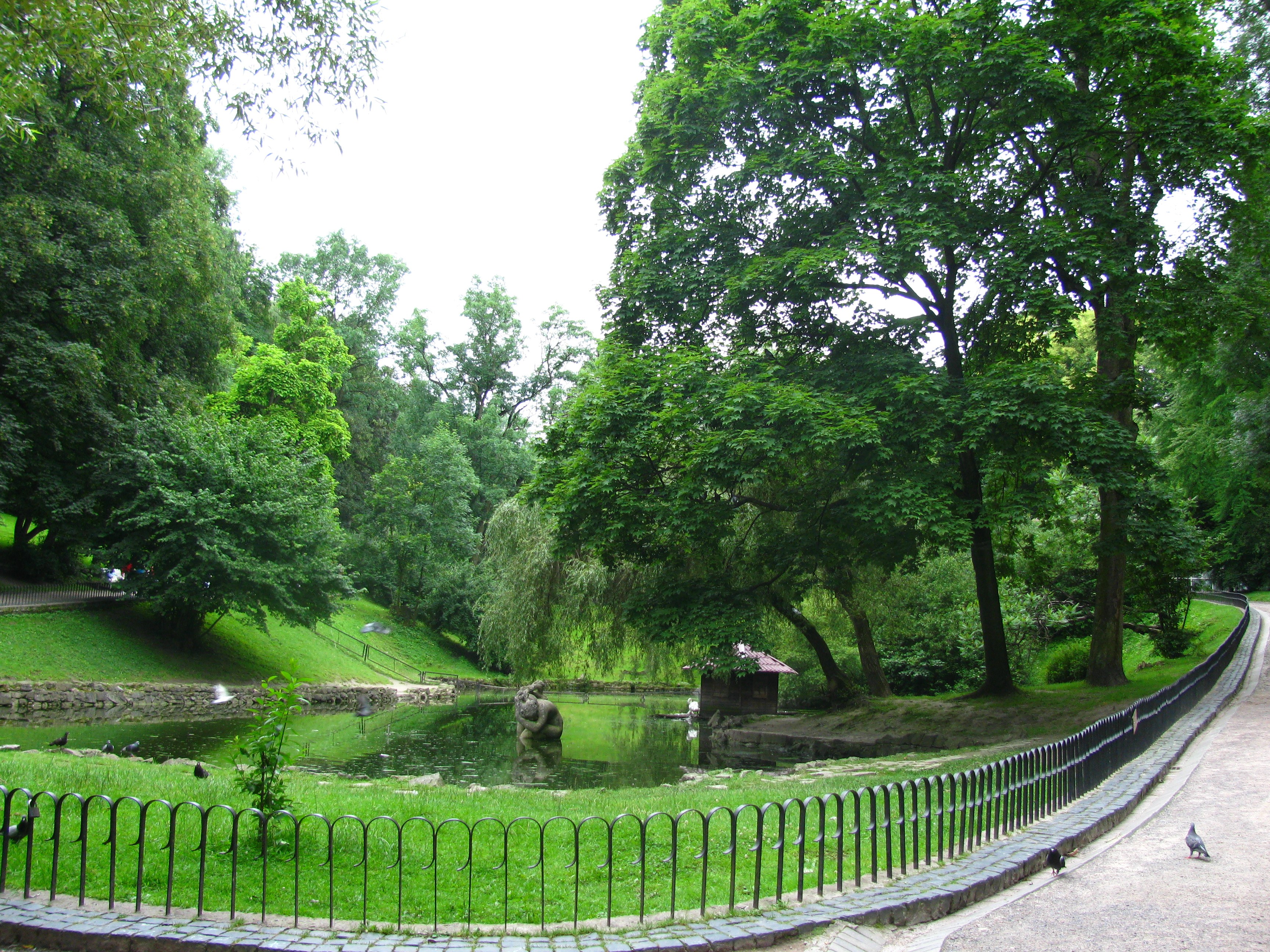
Лебедине озеро в нижній частині парку
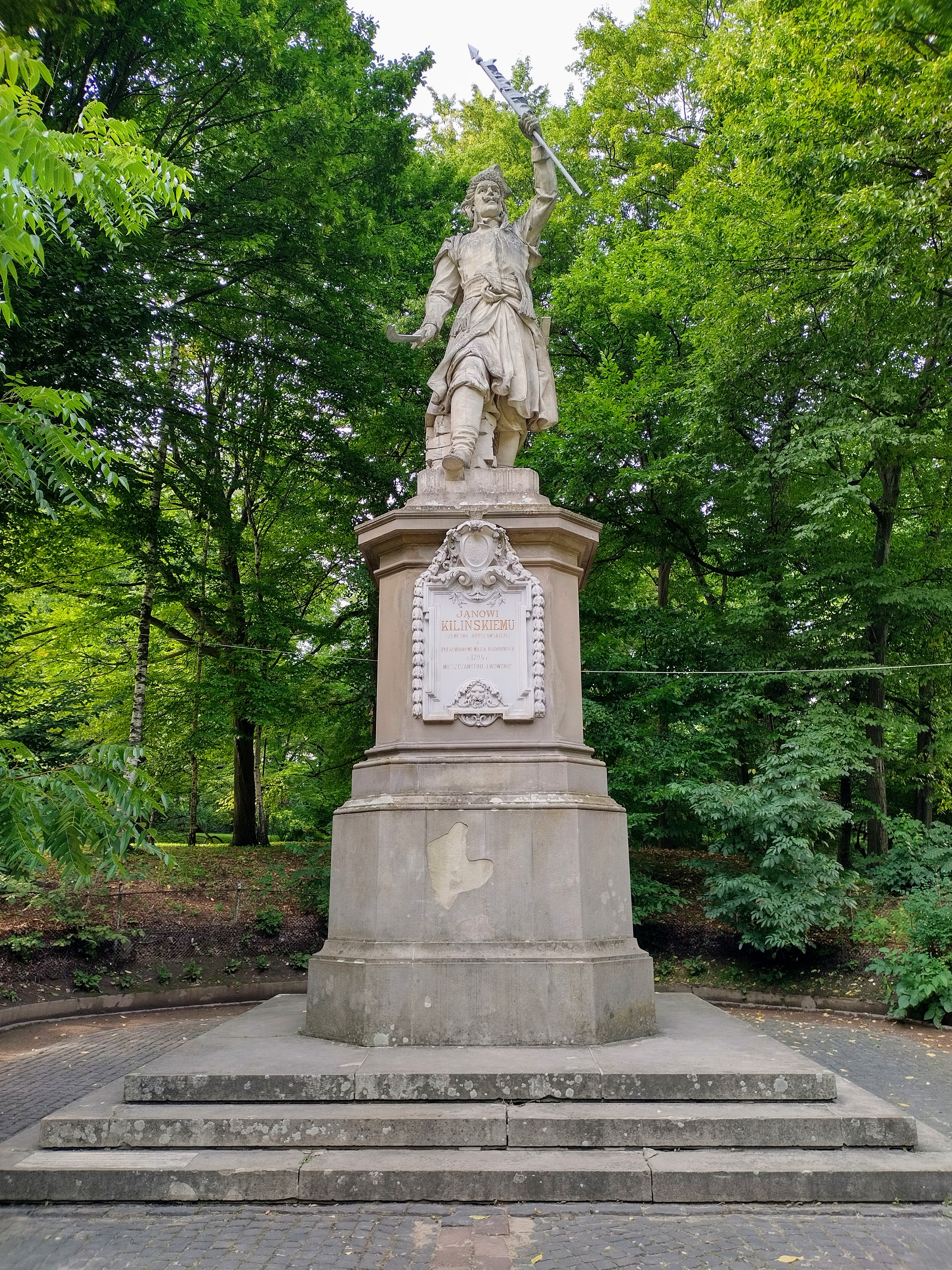
Пам'ятник Яну Кілінському
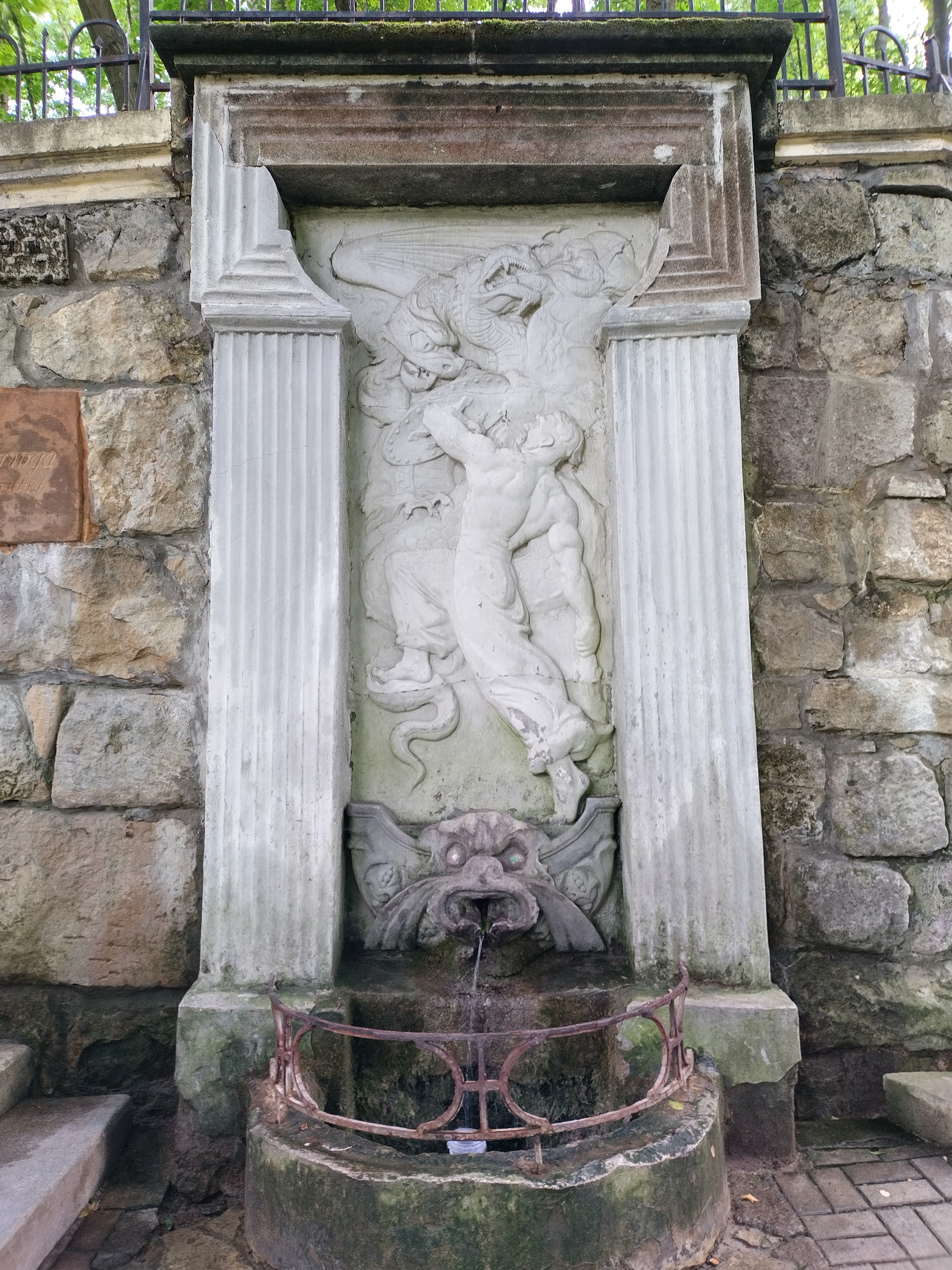
Джерело
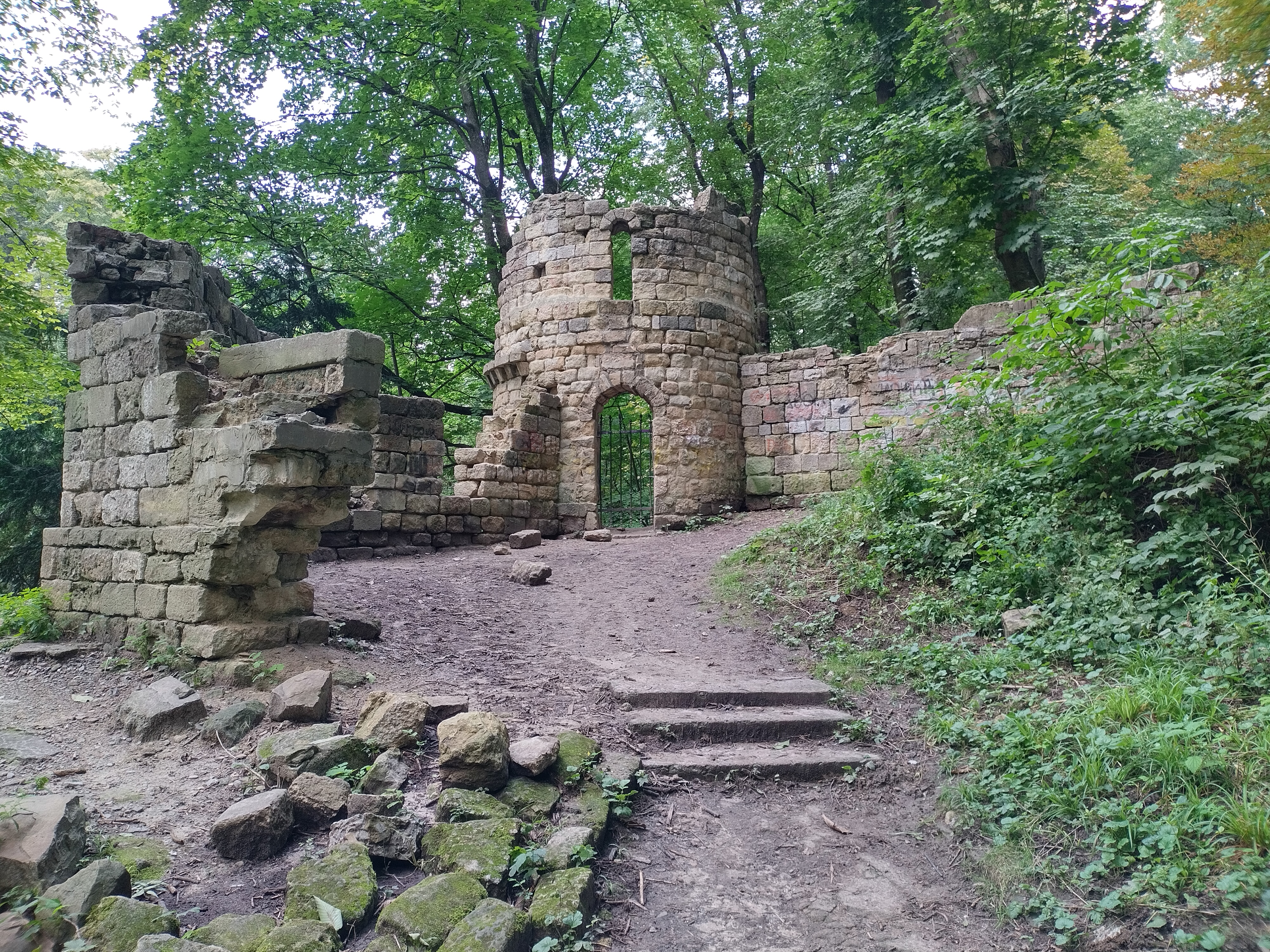
Декоративні руїни (серпень 2022)
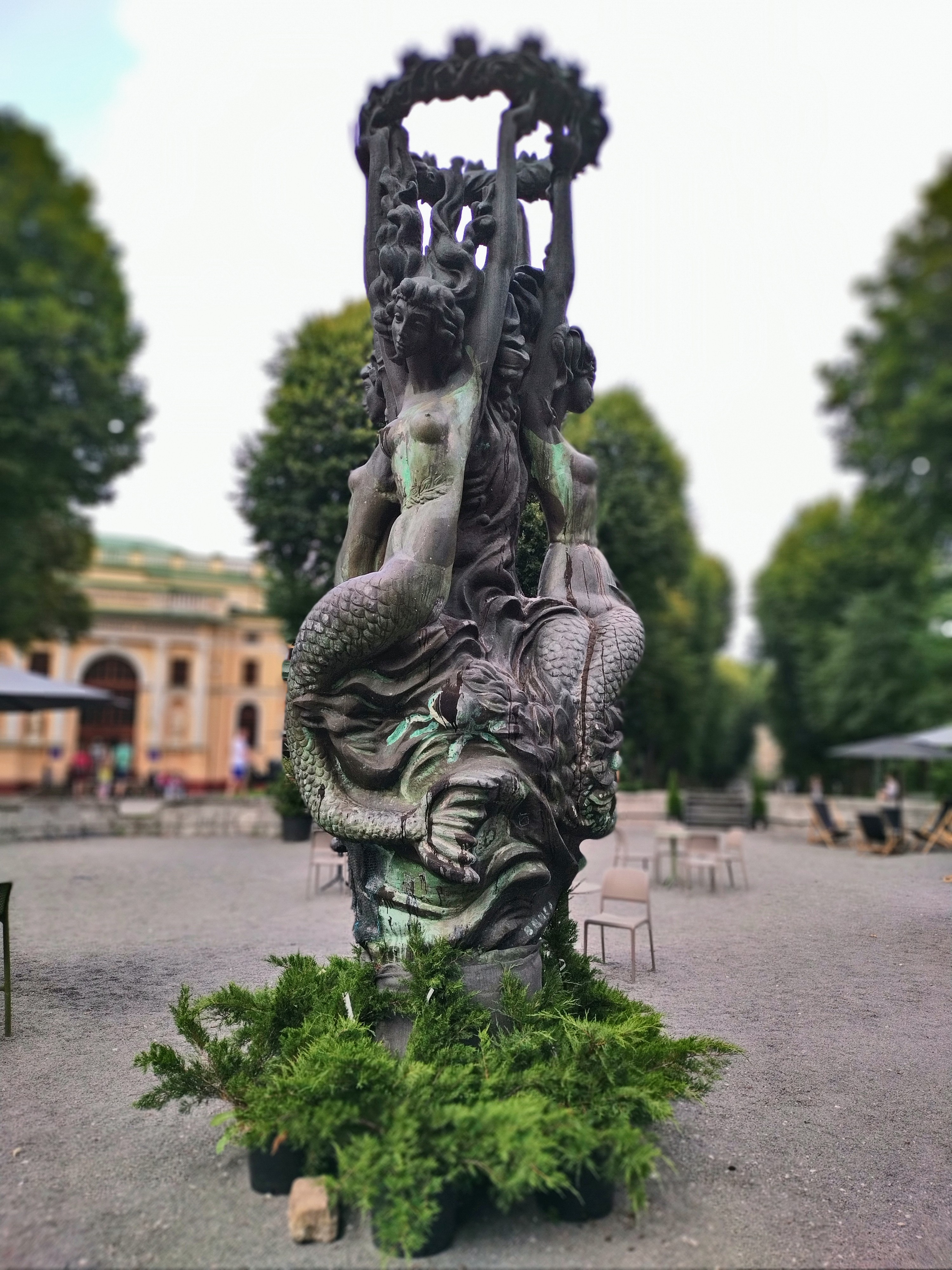
Недобудований фонтан "Русалоньки"
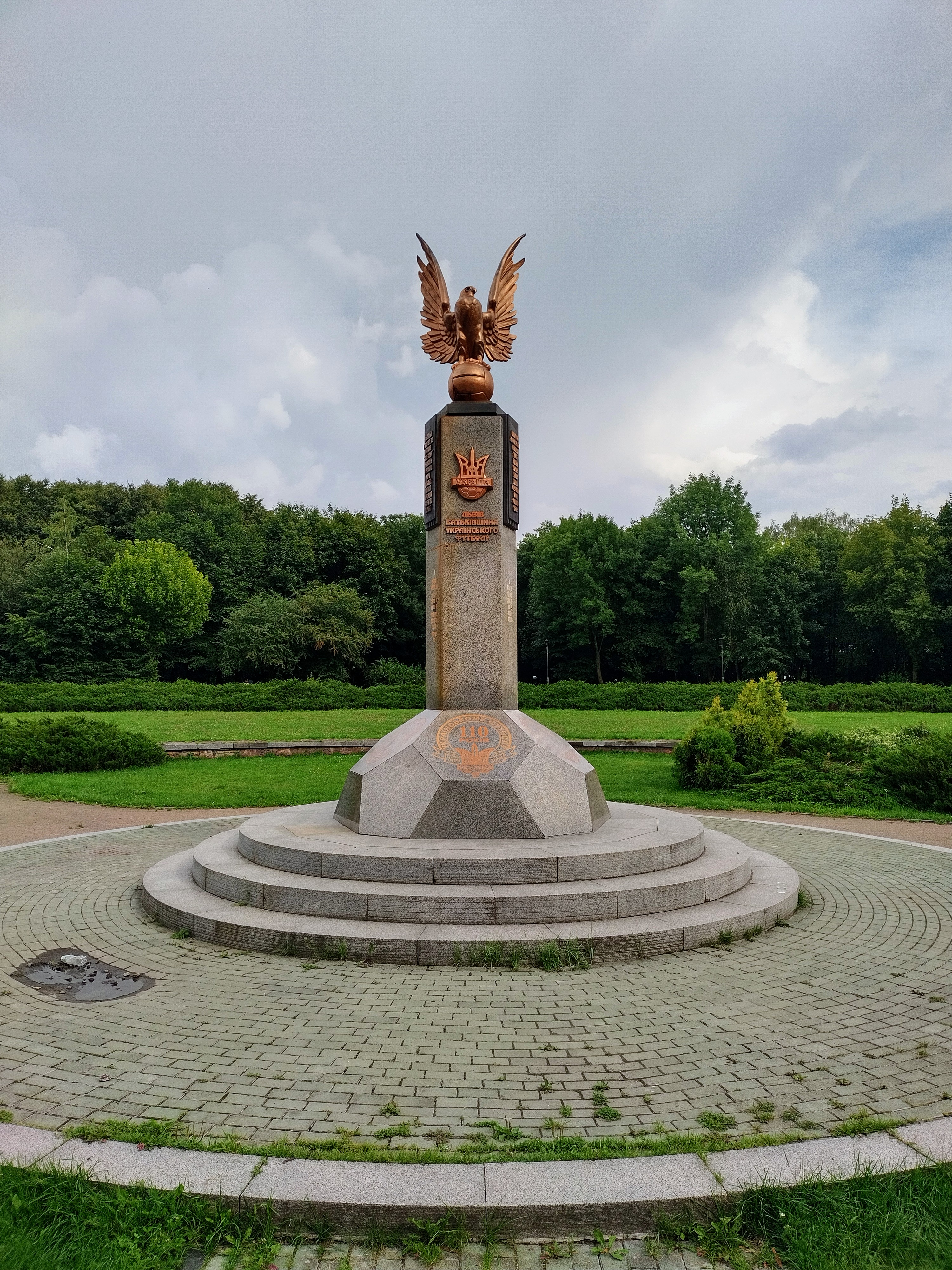
Меморіал "Львів - батьківщина українського футболу"